# Сальвадор Садурні
Сальвадор Садурні Урпі (ісп. Salvador Sadurní Urpí; нар. 3 квітня 1941, Арбоса, Таррагона, Каталонія) — іспанський футболіст, воротар. З 1961 по 1976 роки виступав за «Барселону».

## Виступи за збірну
Був резервним воротарем національної збірної Іспанії, провів за неї 10 матчів з 1962 по 1969 рік. Чемпіон Європи 1964 року. Учасник Чемпіонату світу 1962 року.

## Титули і досягнення

### Як гравця
- Чемпіон Іспанії (1):

«Барселона»: 1973/74
- Володар Кубка Іспанії (3):

«Барселона»: 1962/63, 1967/68, 1970/71
- Володар Кубка ярмарків (2):

«Барселона»: 1965/66, 1971
- Чемпіон Європи (1):

Іспанія: 1964